# パセリの虐殺
パセリの虐殺（ハイチ語: Masak nan Pèsil、フランス語: Massacre du Persil、スペイン語: Masacre del Perejil、英語: Parsley massacre）は1937年10月にドミニカ共和国北西部のシバオ地域などで発生した、ドミニカ共和国陸軍によるハイチ人の虐殺事件である。

## 名称
「パセリの虐殺」は本事件においてハイチ人を区別するためのシボレスとして、スペイン語のパセリ（西: perejil）の発音を利用したとされることによる。陸軍兵士はパセリの枝を持ち、「これは何であるか」と人々に質問を行い、rの発音を有声口蓋垂摩擦音か有声軟口蓋摩擦音とした者、ドミニカ共和国で使用される言語であるスペイン語の歯茎はじき音がスペイン語らしく発音できない者をハイチ人とみなして、殺害したとされることからこの名がついたといわれる。しかしこれはあくまで個人の証言によるものであり、実際にこのような行為が行われたかを疑問視する者も存在する。
この他にもスペイン語で「el corte（切断）」、ハイチ語で「kout kouto-a（刺す）」などの呼称が存在する。

## 背景
ドミニカ共和国とハイチの関係は長年にわたって緊張関係にあったとされる。ハイチでは人口が増加したため、必然的に豊かではない土地に多くの人々が居住することとなった。イスパニョーラ島に存在するこの2国家間で1910年からの20年間で大量にドミニカ共和国への移民が行われたとされており、キューバへ移民することと比較して容易なことから、同年間でハイチからキューバに移民した人数である20万人を超えた人数が、ドミニカ共和国へ移住したと考えられている。

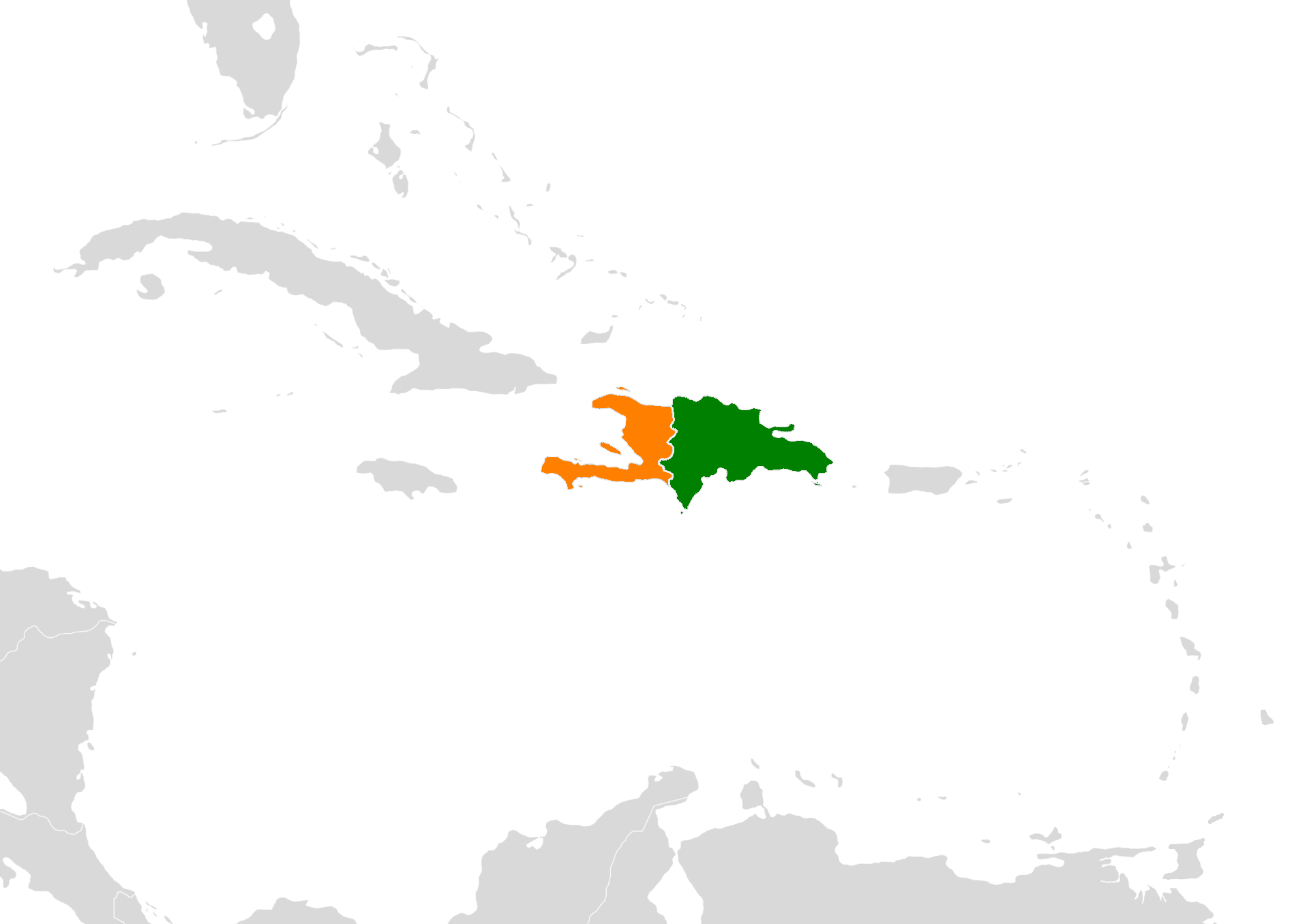
ドミニカ共和国とハイチの位置関係。右側はドミニカ共和国、左側はハイチを示している。また国境線は現在のものであることに注意。

また、2国間の国境警備は厳重なものとはいえず、密輸品が容易に両国間を移動したほか、ハイチの武装グループが規制や摘発を逃れるために、ドミニカ共和国を根拠地とすることも存在したとされる。

## 実行
当時ドミニカ共和国の大統領であったラファエル・トルヒーヨは反ハイチ人主義を明確にしており、ハイチ人はドミニカ共和国の発展にとっての重荷であると見なしていたとされる。1937年10月2日にダハボンにて行われた短いスピーチにおいて、彼は以下のように述べた。
このように彼はドミニカ人からのハイチ人による窃盗被害によって行動を起こしたとされ、ドミニカ共和国陸軍に向けて直接命令を起こした。これによって約20000人がその犠牲となったと考えられているが、正確な犠牲者数は計測不能であるとも考えられている。これは陸軍が公共の場にハイチ人を集めた上で一斉に殺害したため、その地域における生存者が全くいないか極めて少ない状況であることや、多くの遺体が川に流されたか、酸性の地中に埋められたため、第三者による発掘が極めて難しい状況にあることが考えられる。
この殺害はスピーチを行った1937年10月2日から10月8日:161にかけて、地域外から派遣されてきた陸軍兵士によって行われたとされている。トルヒーヨはドミニカ共和国北西部に居住する全てのハイチ人を殺害するように命令を下し、ライフル・ナタ・スコップ・ナイフ・銃剣などを使用しハイチ人を殺害した。特に子どもは銃剣に刺されたうえで母親の遺体の上に投げられたという証言が存在する。ハイチ人の中でもアルティボニット川などを渡り母国に逃げ帰った人々は、家族がナタで兵士に殴られたり、首を絞められたり、子どもたちが岩や木にたたきつけられたりしていたという証言を残した。また、地域外から派遣された陸軍兵士は殺害に対して積極的ではなく、アメリカ合衆国公使館の情報提供者は「このような殺戮を行うためには、兵士が盲目的で酔っぱらっていなければならない。」と述べたとされる:167。
Derby (1994)は、殺害された人々の大半はドミニカ共和国で生まれ、国境地帯のハイチ人コミュニティに属していたと主張している。しかし殺害された人々の身元の多くは不明であり、公的記録が存在しない可能性を考慮すると検証は不可能であることや、ハイチは血統主義であったが、ドミニカ共和国は当時厳格な出生地主義であった上、不法移民を除外していたことなどを勘案する必要があるという指摘も存在する。

## その後
民衆によって自主的に行われた行為であったと、政府は見せかけようとしたと言われている。しかしその努力にもかかわらずアメリカ合衆国によって作成された資料には「遺体からはライフル銃弾が発見された。この銃弾はドミニカ共和国内では軍隊のみが入手可能なものである。」と記録されていた。ハイチのステニオ・ビンセント大統領とアメリカ合衆国のフランクリン・ルーズベルト大統領は合同で計75万アメリカ合衆国ドルの賠償金を要求し、ドミニカ共和国はそのうちの52万5000ドルを支払った。犠牲者一人当たり30ドルほど受け取る予定であったが、ドミニカ共和国内の汚職によって平均して30ドルの1500分の1である2セントほどのみが支払われたと考えられている。
トルヒーヨはこの虐殺後国境地帯の開発を推進し、病院や学校、住宅などが建設された上、都市部と結びつけるための高速道路を整備した:623。反対に1937年以降ハイチ人の入国はより制限され、多くのハイチ人が国境地帯のハイチ側においてマラリアやインフルエンザに罹患し死亡したと考えられている。